# 644 a.C.

## Eventos
- 34a olimpíada; Estomas de Atenas, vencedor do estádio.[1]